# Anh chàng hàng xóm (phim)
Anh chàng hàng xóm (tiếng Anh: The Boy Next Door) là một bộ phim khiêu dâm giật gân Mỹ 2015 của đạo diễn Rob Cohen và tác giả là Barbara Curry. Bộ phim có sự tham gia của các Diễn viên như Jennifer Lopez, Ryan Guzman, John Corbett, Ian Nelson, và Kristin Chenoweth Phim khởi chiếu tại Việt Nam ngày 30 tháng 1 năm 2015.

## Phân vai
- Jennifer Lopez[6] vai Claire Peterson
- Ryan Guzman[7] vai Noah Sandborn
- Kristin Chenoweth[8] vai Vicky Lansing
- John Corbett[9] vai Garrett Peterson
- Lexi Atkins vai Allie Callahan
- Ian Nelson vai Kevin Peterson
- Hill Harper[10] vai Principal Edward Warren
- Bailey Chase vai Benny
- Travis Schuldt vai Ethan
- Adam Hicks vai Jason Zimmer
- François Chau vai Thám tử Johnny Chou